# Río Negro (vattendrag i Chile, Región de Aisén, lat -46,71, long -74,10)
Río Negro är ett vattendrag   i Chile.   Det ligger i regionen Región de Aisén, i den södra delen av landet, 1 500 km söder om huvudstaden Santiago de Chile.
I omgivningen kring Río Negro växer i huvudsak blandskog och området är nästan obefolkat, med mindre än två invånare per kvadratkilometer.